# Fleet Air International
Fleet Air International ist eine ungarische Frachtfluggesellschaft mit Sitz in Vecsés.

## Geschichte
Die Fleet Air International wurde 2007 gegründet und nahm im selben Jahr ihren Flugbetrieb mit zwei Saab 340 auf. Inzwischen fliegt die Fluggesellschaft ausschließlich Ad-Hoc Charter für private Kunden.
Den September 2019 über stellte Fleet Air International den Flugbetrieb vorübergehend ein, um Wartungsarbeiten durchzuführen.
Die Fleet Air International ist in Deutschland auf dem Verkehrslandeplatz Hof-Plauen vertreten. 2022 kündigte das ungarische Unternehmen eine Ausweitung des Engagements in Hof an, die Mitarbeiterzahl wird von acht auf 15 aufgestockt, außerdem sollen Flugzeug- und Crewwechsel sowie Wartung am Verkehrslandeplatz stattfinden.

## Flotte

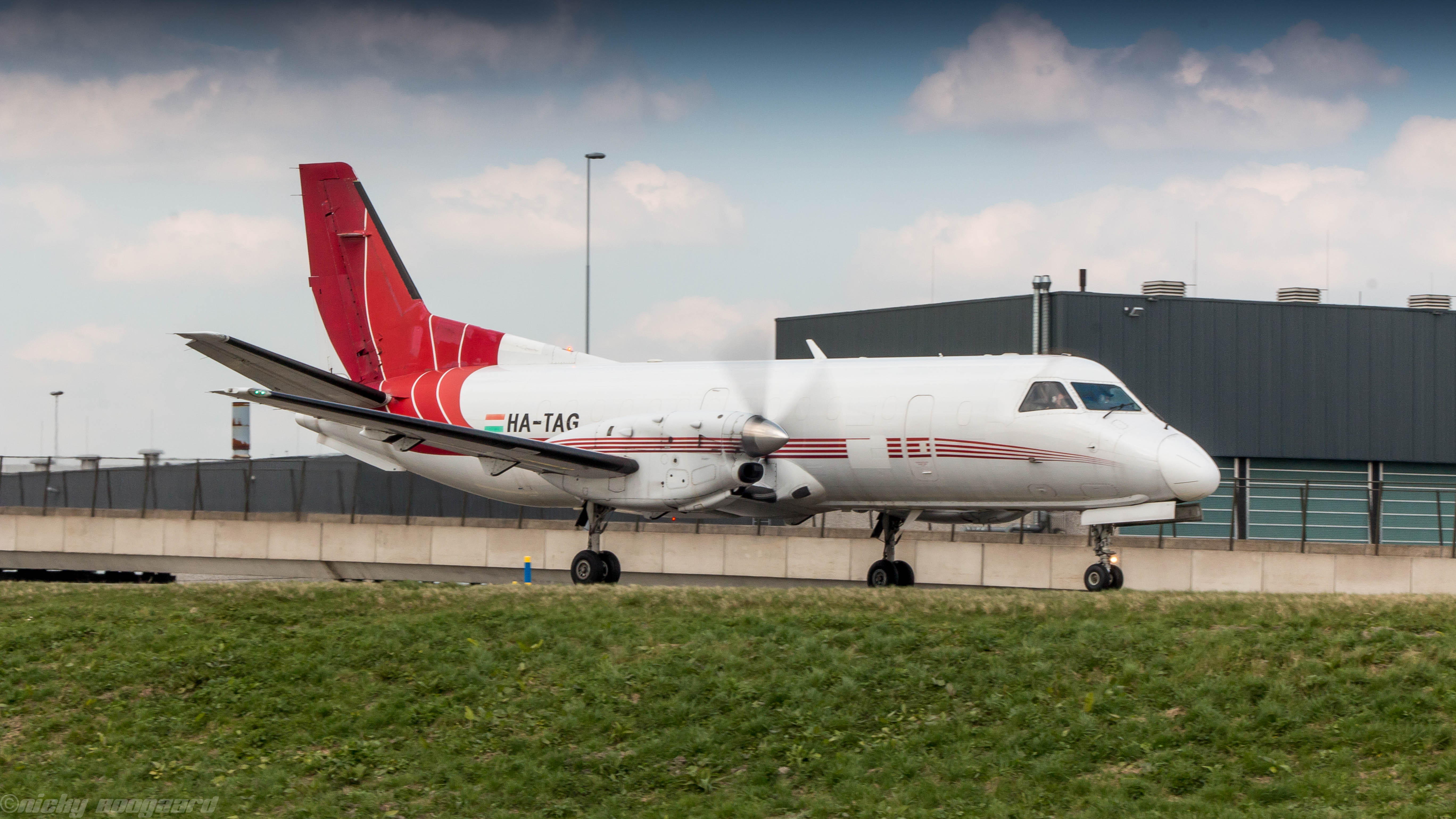
Saab 340 der Fleet Air International

Mit Stand April 2025 besteht die Flotte der Fleet Air International aus elf Frachtflugzeugen mit einem Durchschnittsalter von 34,9 Jahren.
| Flugzeugtyp | Anzahl | bestellt | Anmerkungen | Durchschnittsalter |
| ----------- | ------ | -------- | ----------- | ------------------ |
| ATR 42-320F | 02     |          |             | 36,9 Jahre         |
| ATR 72-200F | 08     |          |             | 33,9 Jahre         |
| Saab 340    | 01     |          | inaktiv     | 38,7 Jahre         |
| Gesamt      | 11     | -        |             | 34,9 Jahre         |

## Trivia
Jedes der drei Flugzeuge trägt eine andere Bemalung, bestehend aus den Grundfarben der Fluggesellschaften, von denen die Flugzeuge gekauft wurden. Eine eigene Bemalung gibt es nicht, auch sind keine Beschriftungen angebracht.
Zwischenzeitlich sind einige der Flugzeuge ausschließlich in weiß grundiert bzw. lackiert und Tragen den Schriftzug „fleetair.eu“ oder „fleetair“. Bei einigen ATR 72, welche die Airline von ASL Airlines übernahm, wurden lediglich die Logos entfernt und der Schriftzug von Fleetair angebracht. Das Heck ist daher noch in der blauen Farbe von ASL gehalten.